# Lucanus maculifemoratus dybowskyi
Lucanus maculifemoratus dybowskyi – podgatunek chrząszcza z rodziny jelonkowatych i podrodziny Lucaninae.
Takson ten został opisany w 1873 roku przez Frederica J. S. Parry'ego jako osobny gatunek Lucanus dybowskyi. Do rangi podgatunku L. maculifemoratus obniżył go w 1992 roku Jean-Michel Maes.
Ciało rudobrązowe do ciemnobrązowego, żółtawo owłosione. Odnóża barwy ciała z wyjątkiem ud, których duża część jest żółtawobrązowa. Samiec osiąga długość od 43 do 68 mm i ma silnie rozwinięte żuwaczki z 3-5 wewnętrznymi zębami i rozdwojonym wierzchołkiem. Jego golenie środkowych odnóży mają 3-5 bocznych kolców, a tylnych odnóży 2-3. Samica osiąga długość od 23 do 39 mm i ma krótkie żuwaczki z dwoma wewnętrznymi zębami: mniejszym i większym. Jest słabiej owłosiona i bardziej błyszcząca. Jej golenie środkowych i tylnych odnóży mają 3 lub więcej bocznych kolców. 
Chrząszcz palearktyczny, znany z północnych Chin, Korei i dalekowschodniej Rosji.